# Салпи
 Тази статия е за класа животни.  За селото в Западна Тракия, Гърция, вижте Салпи (дем Ясъкьой).  
Салпите (Thaliacea) са клас морски животни в подтип опашнохордови. За разлика от своите дънни роднини асцидиите, салпите са свободно плаващи за целия си живот. Групата включва както самостоятелни, така и колониални видове.
Размерите им са от порядъка на 8 – 10 cm дължина. Срещат се изобилно в планктона на топлите морета на дълбочина най-вече около 200 m. Известни са 25 вида, разделени в три разреда: Pyrosomida (огнетелки), Salpida (салпи) и Doliolida (долиолуми).

## Таксономия
Клас Thaliacea
- Разред Pyrosomida
  - Семейство Pyrosomatidae
    - Род Pyrosoma
    - Род Pyrostremma
- Разред Doliolida
  - Семейство Doliolidae[2]
    - Род Anchina
    - Род Dolioletta Borgert, 1894
    - Род Doliolina Garstang, 1933
    - Род Dolioloides Garstang, 1933
    - Род Doliolum Quoy & Gaimard, 1834
    - Род Doliopsis
- Разред Salpida
  - Семейство Salpidae
    - Род Brooksia
    - Род Cyclosalpa
    - Род Helicosalpa
    - Род Ihlea
    - Род Pegea
    - Род Ritteriella
    - Род Salpa
    - Род Soestia
    - Род Tetys
    - Род Thalia
    - Род Traustedtia
    - Род Weelia